# Theridion leones
Theridion leones là một loài nhện trong họ Theridiidae.
Loài này thuộc chi Theridion. Theridion leones được Herbert Walter Levi miêu tả năm 1959.